# Língua pipil

## Escrita
O pipil é escrito com o alfabeto latino utilizando 4 vogais  (A, E, I, U) , 10 consoante puras (J, K, L, M, N, P, S, T, W, Y) e 4 dígrafos (Ch, Kw, Sh, Tz);

## Classificação e status
Para a maioria dos autores, os termos pipil e nauat são usados para se referir a uma língua da América Central (sem o México. Porém, o termo pipil também já foi usado para se referir ao náuatle do sul do México, de  Veracruz, Tabasco, Chiapas, com a redução do /tl/ de náuatle a /t/. As variantes dessas três áreas sul-mexicanas compartilham diversas semelhanças com as d(sem o “le” final) ao tratá-lo como um língua a parte do complexo náuatle , negando uma ideia de um subgrupo meridional do náhuatle que incluísse o nauat.
Para outros autores, a palavra asteca se aplica para definir todo o conjunto de idiomas da região como se fosse uma única língua, não distinguindo assim nahuat de náhuatl (sem igualar por vezes a separação da língua pochteca.  Hoje, as classificações mais aceitas, as de Suarez (1986) e de Canger (1988) consideram o pipil como um dialeto do nahua meridional.
Os especialistas em pipil (Campbell, Fidias Jiménez, Geoffroy Rivas, King, Lemus, Schultze, e outros) geralmente consideram pipil/nawat como língua separada, ao menos na prática. Certamente o pipil se relaciona proximamente com o moderno náuatle, a língua dos astecas, mesmo sem descender da mesma.

## Situação hoje
O náuat é raramente usado nos dias de hoje e somente por falantes mais velhos nos departamentos salvadorenhos de Sonsonate e Ahuachapán. Cuisnahuat e Santo Domingo de Guzmán (Sonsonate) têm a maior concentração de falantes. Campbell estimou em 1985 (dados tomados em 1970-76) que eram 200 falantes, ainda que cerca de 2000 seja a cifra oficial em informes mexicanos. Gordon (2005) divulga somente 20 falantes (a partir de 1987). É difícil saber o número exato de falantes pois os nativos não querem ser identificados por medo, em função de conflitos locais, como o massacre  de 1932, e porque houve lei que considerou a língua como ilegal. As variantes náuat–pipil da Guatemala, Honduras e Nicarágua estão extintas.
Como uma língua em risco de extinção, o pipil pode vir a desaparecer caso não se tomem medidas drásticas e rápidas para mantê-lo vivo.  Projetos e tentativas de revitalizá-lo em El Salvador foram iniciados no século XX. Relevante trabalho mais recente inclui projetos da “Asociación Coordinadora de Comunidades Indígenas de El Salvador” de San Salvador que produziu alguns materiais didáticos e curso de idiomas “online”. Houve também iniciativas para recuperação da língua Associação de povos indígenas</ref> com atividades como projeto em curso de documentação do idioma e vários materiais impressos. Desse modo, enquanto que o número de pipiles cai de forma alarmante, crescem os esforços de alguns para manter viva (cf. vario, 2002).
A língua pipil ou nawat é a língua falada originalmente pelos pipiles, relacionada com o náuatle falada no México pelo Astecas e hoje recordada por alguns dos pipiles, principalmente os mais velhos. Os pipiles e os salvadorenhos referem-se geralmente à sua língua como nahuat. A palavra  pipil, como denominação da língua, é usada pela comunidade lingüística internacional para distingui-la das diversas variantes mexicanas do náhuat. Aqui as referências a nahuat serão usadas sempre que não haja risco de ambigüidade. O pipil é considerado um idioma em extinção.

## Distribuição geográfica
Locais onde recentemente (anos 70) Campbell registrou presença de falantes do pipil:
| - Concepción de Ataco - Chiltiupan - Comazagua - Cuisnahuat - Izalco | - Jicalapa - Juayúa - Nahulingo - Nahuizalco - Santa Catarina Masahuat | - Santa Isabel Ishuatán - Santo Domigo de Guzmán - Tacuba - Teotepeque |

## Amostra de Texto
Muchi ne tay gen tu weyga nestiwit tamagixti genga tik ekneliat wan ipal wan gichiwtiwit ipal ma munegigan ne se pal ne se.
Em português
Todos os seres humanos nascem livres e iguais em direitos e dignidade. Eles são providos de razão e consciência e devem agir uns em relação aos outros num espírito de fraternidade (Artigo 1 – Declaração Universal dos Direitos do Homem)

## Ver  também
- Língua náuatle
- Pipiles
- Numeração pipil

### Em espanhol
- Asociación Coordinadora de Comunidades Indígenas de El Salvador (ACCIES) (sem data). Tukalmumachtiak Nahuat (Lengua Náhuat, Primer Ciclo).
- Arauz, Próspero (1960). El pipil de la región de los Itzalcos. (Editado por Pedro Geoffroy Rivas.) San Salvador: Ministerio de Cultura.
- Calvo Pacheco, Jorge Alfredo (2000). Vocabulario castellano-pipil pípil-kastíyan. Izalco, El Salvador.
- Comisión Nacional de Rescate del Idioma Náhuat (1992a). Ma Timumachtika Nauataketsalis / Aprendamos el Idioma Náhuat. San Salvador: Concultura.
- Comisión Nacional de Rescate del Idioma Náhuat (1992b). Ma Timumachtika Nauataketsalis (Aprendamos el Idioma Náhuat). Guía Metodológica para la Enseñanza del Náhuat. San Salvador: Concultura.
- Geoffroy Rivas, Pedro (1969). El nawat de Cuscatlán: Apuntes para una gramática. San Salvador: Ministerio de Educación.

### Em inglês
- Gordon, Raymond G., Jr. (Ed.). (2005). Ethnologue: Languages of the World (15th ed.). Dallas, TX: SIL International. ISBN 1-55671-159-X. (Online version: www.ethnologue.com)
- Campbell, Lyle. (1985). The Pipil Language of El Salvador. Mouton Grammar Library (No. 1). Berlin: Mouton Publishers. ISBN 0-89925-040-8 (U.S.), ISBN 3-11-010344-3.
- Ward, Monica (2001). A Template for CALL Programs for Endangered Languages. On-line version[ligação inativa].